# قوشه‌بلاغ (کلیبر)
قوشابلاغ (به ترکی آذربایجانی: قوشابلاغ) یکی از روستاهای استان آذربایجان شرقی است که در دهستان آبش‌احمد بخش آبش‌احمد شهرستان کلیبر واقع شده‌است.جمعیت این روستا طبق آمار رسمی سرشماری سال ۱۳۹۵ 663 نفر می‌باشد.که از این تعداد ۵۰ نفر کارمند و بقیه کشاورز و دامدار هستند.اراضی کشاورزی این روستا به صورت کشت دیمی است.وجه تسمیه این روستا بخاطر وجود چشمه‌های دوقلو در وسط روستا است.
جالب است بدانید که روستای قوشابلاغ پر آبترین روستای منطقهٔ آبش احمد به لحاظ سفره‌های آب زیر زمینی است.تا آنجا که در بالا دست این روستا دریاچهٔ کوچکی تا سال ۱۳۷۵ وجود داشته‌است.در حال حاضر یک قنات به طول ۴۰ متر هم در بالا دست روستا وجود دارد.تعداد چشمه‌های این روستا تا قبل از ادغام بهم به عدد قابل توجه ۱۲ سر چشمه میرسید.که همگی در درهٔ وسط روستا قرار دارد.این دره آنقدر عمیق نیست و بسهولت قابل رفت و آمد است.
همچنین این روستا دارای صنایع دستی مثل:گلیم،ورنی،فرش،کوزه های سفالی،شیرینی،حلوا،گیاهان دارویی و... میباشد‌.
درختان توت کهن سال وسط روستا قدمتی بسیار دارند که چهره روستا را در کنار باغات محلی زیبا و دلربا کرده است.قوشابلاغیان مردمانی خونگرم و اهل معرفت اند و در منطقه خودشان به دانایی و فرهنگ شهره اند.